# باتريك فولسر
باتريك فولسر (بالألمانية: Patrick Fölser) مواليد 16 نوفمبر 1976، هو لاعب كرة يد نمساوي يلعب كمحور. مثل منتخب النمسا لكرة اليد.

## سجل المنافسة
شارك في البطولات التالية:
- بطولة أوروبا لكرة اليد للرجال 2014